# ديف ميريت
ديف ميريت (بالإنجليزية: David Merritt)‏ هو لاعب كرة قدم أمريكية أمريكي، ولد في 8 سبتمبر 1971 في رالي في الولايات المتحدة.

## وصلات خارجية
- ديف ميريت على موقع مرجع كرة القدم المحترفة.كوم (الإنجليزية)